# Seleção Alemã de Handebol Masculino
A seleção alemã de handebol masculino é uma equipe europeia composta pelos melhores jogadores de handebol da Alemanha. A equipe é mantida pela Federação Alemã de Handebol (em alemão, Deutscher Handballbund). Encontra-se na 1ª posição do ranking mundial da IHF.

## Títulos
- Jogos Olímpicos (1): 1936
- Campeonato Mundial (3): 1938, 1978 e 2007
- Campeonato Europeu (2): 2004 e 2016

## Elenco atual
Convocados para integrar a seleção alemã de handebol masculino no Campeonato Europeu de 2012